# エベレスト・ベースキャンプ

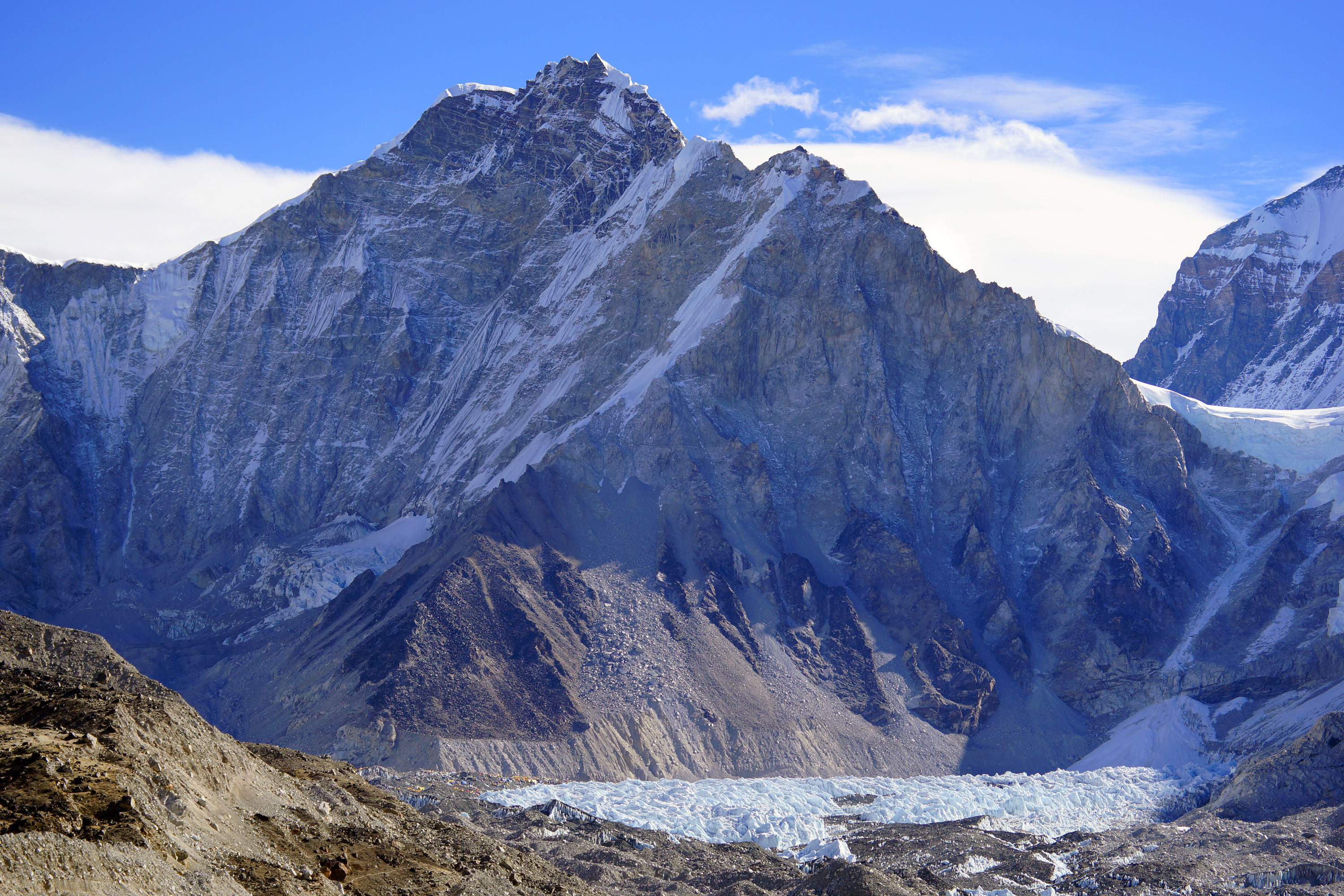
色とりどりのテントが散らばるベースキャンプと、それを見下ろすクンブツェ。ネパール側。

エベレスト・ベースキャンプはエベレスト登山のための基地となるキャンプ地であり、通常はネパール側の特定の場所、またはチベット側の特定の場所の2箇所のうちどちらかを指す。登山ルートのとり方次第ではこの2箇所以外の場所をエベレスト・ベースキャンプとする場合もあり得るが一般的ではない。
ネパール側、すなわちエベレストから見て南側のベースキャンプの標高は5,364メートル、座標は北緯28度0分26秒 東経86度51分34秒 / 北緯28.00722度 東経86.85944度である。一方のチベット側、すなわち北側のベースキャンプは標高が5,150メートル、座標は北緯28度8分29秒 東経86度51分5秒 / 北緯28.14139度 東経86.85139度となっている。基本的にエベレスト登山に挑むものがテントを張るだけの原始的なキャンプ場である。南側のベースキャンプは南東稜を経由して頂上へ至るルートに使われ、北側は北東稜をたどるルートに使用される。
南側ではシェルパやポーターがヤクなどの動物を利用して物資をベースキャンプまで運ぶ。北側は、天候にもよるが少なくとも夏の期間は車でのアクセスが可能である。登山者は通常、高山病のリスクを低減させるために数日間ベースキャンプにとどまり順応を待つ。

## ネパール側ベースキャンプ

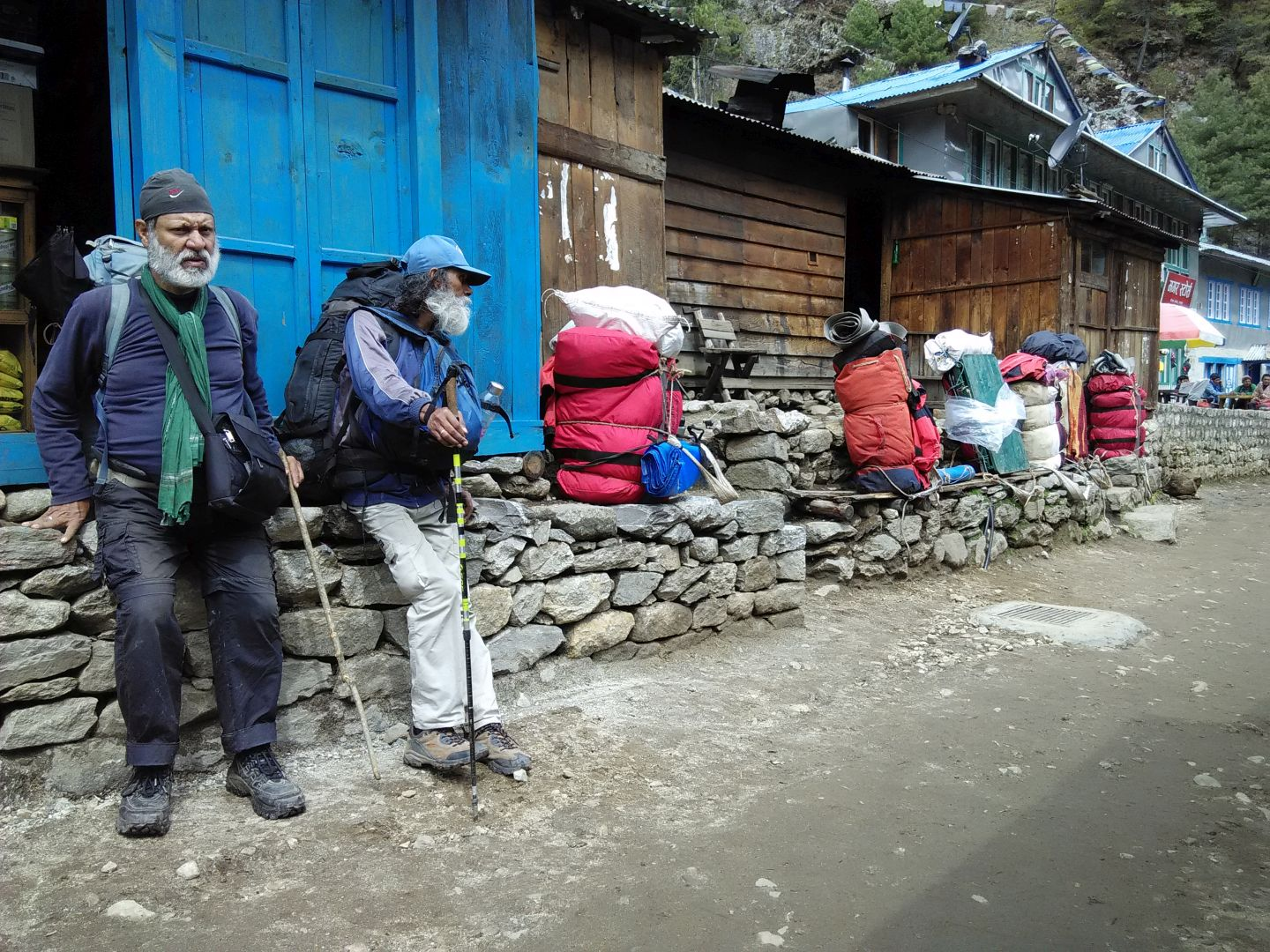
ベースキャンプまでの道。

南側ベースキャンプへの道はヒマラヤで最も人気のあるトレッキングルートのうちのひとつであり、年間数千人もの観光客が訪れる。トレッカーは通常はネパールの首都、カトマンズから飛行機でルクラまで飛び、そこからベースキャンプまでを歩く。飛行機を使わずルクラまでトレッキングすることも可能ではあるが車の通れる道ではないため、その場合は荷物を担いで歩くことになる。
2015年にはルクラ空港からベースキャンプまでのトレッキングにおよそ4万人が訪れている。

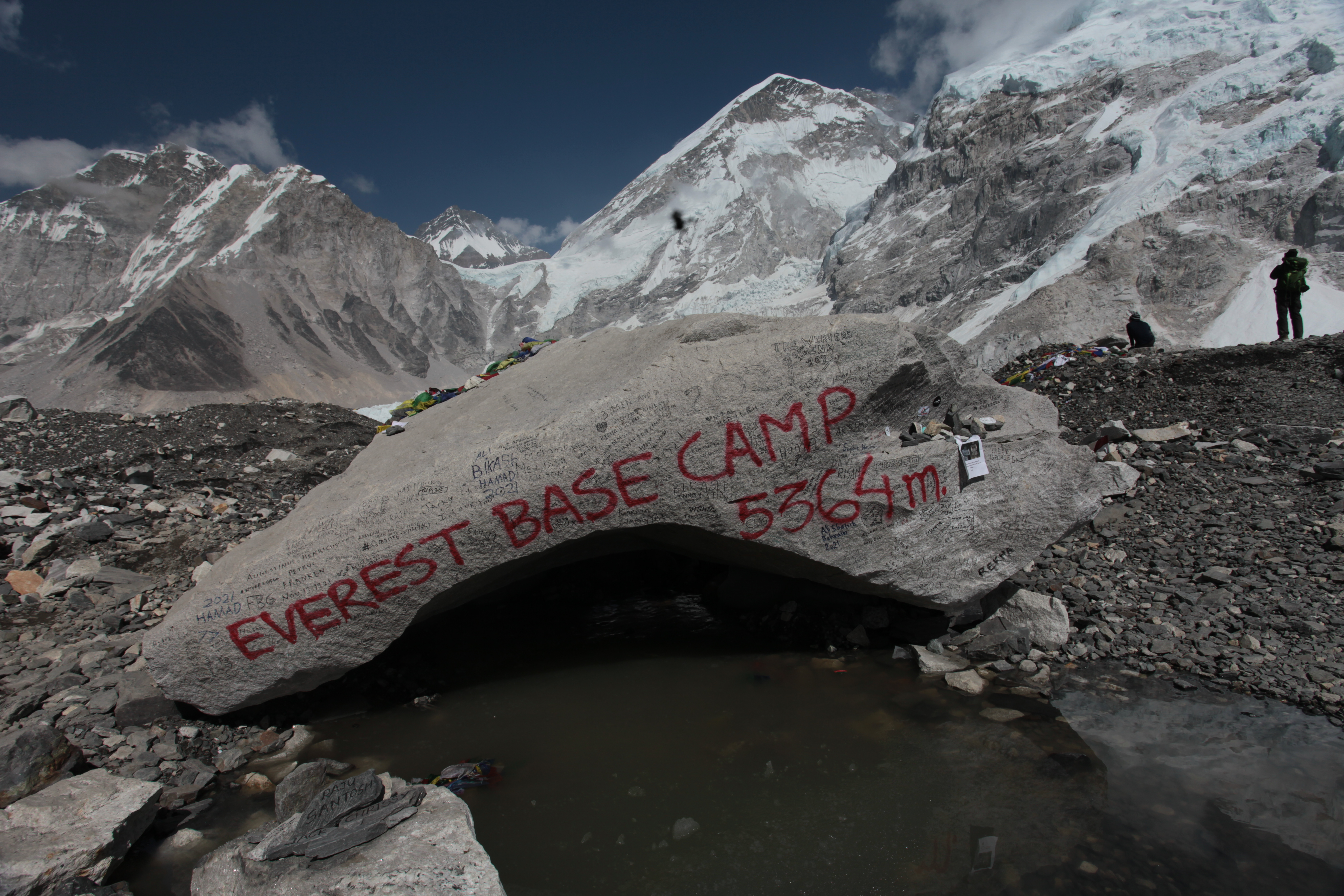
EVEREST BASE CAMP

エベレスト、ネパール側ベースキャンプ・トレッキング・ルート・マップ。

ルクラからは登山者たちはドゥード・コシ川に沿って歩き、標高3,440メートルのナムチェバザールを目指す。ナムチェバザールまではおよそ2日間かかり、この村は地域のハブとなっている。通常は登山者たちは順応のためにこの村で1日を過ごす。そこからさらに2日間歩くと、標高4,260メートルのディングボッシュに到達する。ここでもう1日を順応に充てる。ここからベースキャンプまではさらに2日かかり、途中ゴラクシェップを経由する。ゴラクシェップはカラパタール（標高5,545メートル）とプモリのふもとの開けた地域を指す。
2015年4月25日、ネパール地震が発生した。この地震が引き金となってプモリで雪崩が発生し、エベレスト・ベースキャンプを飲み込んだ。少なくとも19名が死亡したとされている。本震と一連の余震によってベースキャンプへのルートは損傷を受け、一部は改修が必要とされた。

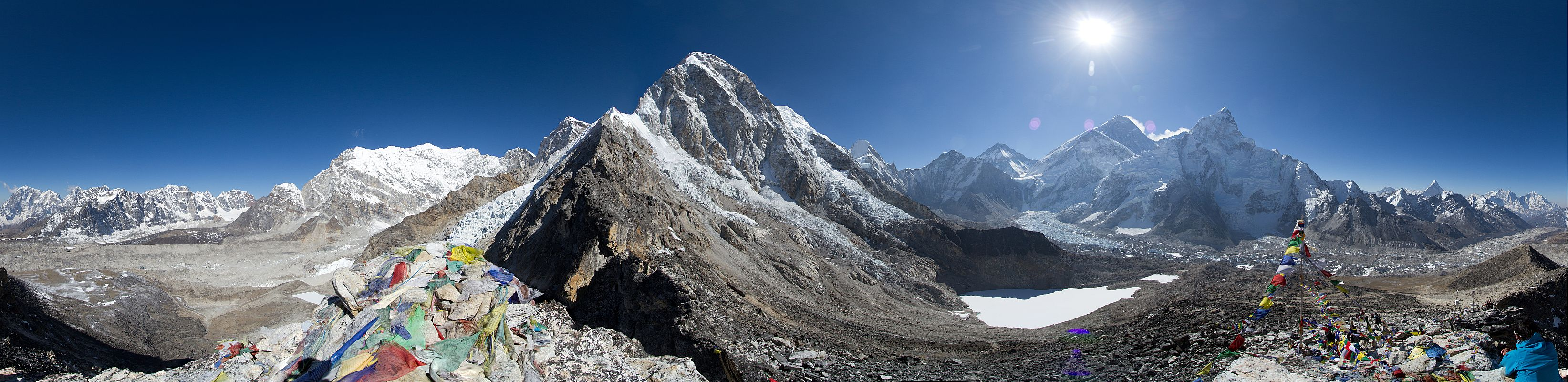
南側ベースキャンプからのパノラマ・ビュー。ゴラクシェップ、ペリチェを望む。

## チベット側ベースキャンプ
チベット側ベースキャンプを訪れるためには現在は中国政府のパーミッション（許可）が必要となっている（チベット自治区を訪れるために必要なパーミッションとは別の物である）。このパーミッションはラサ市内の旅行代理店でエベレスト・ベースキャンプのツアーに参加すると一緒にアレンジしてもらうことができる。北側のエベレスト・ベースキャンプへはシェーカル付近の中尼公路から南へ分岐する道を100キロ程走る。ロンブク寺との中間地点にはツーリスト・ベースキャンプが存在するが、実際の登山者が利用するベースキャンプはロンブク氷河のふもとになる。